# Kurt Pratsch-Kaufmann
Kurt Pratsch-Kaufmann (né le 1er septembre 1906 à Dresde, mort le 24 juin 1988 à Munich) est un acteur allemand.

## Biographie
Grâce à sa mère, danseuse de ballet, enfant, il monte sur les scènes des théâtres. Il suit une formation auprès d'Otto Bernstein (de) et commence en 1927 au théâtre de Landsberg an der Warthe. Souvent dans des rôles comiques, il joue notamment au théâtre de Hildesheim et le Staatstheater am Gärtnerplatz de Munich. Il se fait connaître à Berlin dans des comédies de boulevard et musicales.
Après la Seconde Guerre mondiale, Kurt Pratsch-Kaufmann joue régulièrement au cinéma et à la télévision. Il est parfois acteur de doublage et animateur radio.
Dans les années 1960, il a une seconde reconnaissance dans les comédies musicales en étant M. Doolittle dans My Fair Lady en 1961, Hello, Dolly! au Theater des Westens ou Der Hauptmann von Köpenick.
Pratsch-Kaufmann fut l'époux de l'actrice Marianne Pohlenz.

## Filmographie

### Acteur

#### Cinéma
- 1950 : La Fiancée de la Forêt-Noire : Staubig, Buchhalter
- 1951 : Durch dick und dünn : Michel
- 1951 : Ma verte bruyère (Grün ist die Heide) : Oberlehrer
- 1951 : Herzen im Sturm : Willy
- 1951 : Johannes und die 13 Schönheitsköniginnen (de) : Paul Paschke
- 1951 : Königin einer Nacht (en) : Hoteldetektiv Barak
- 1952 : Mikosch rückt ein : Feldwebel Janos
- 1953 : Der Vetter aus Dingsda : Otto Bauke
- 1953 : Von Liebe reden wir später (en)
- 1953 : Quand la musique du village joue (Wenn am Sonntagabend die Dorfmusik spielt) : Dagobert
- 1954 : Die große Starparade (de) : Wachtmeister #2 (non crédité)
- 1954 : Schützenliesel (en)
- 1955 : Bal au Savoy (Ball im Savoy) : Johann
- 1955 : Der Frontgockel (de) : Wiesböck
- 1955 : Ma paisible vallée (Du mein stilles Tal) : Heinrich
- 1955 : Eine Frau genügt nicht? (en) : Reporter
- 1956 : Das Sonntagskind : Gefängnispförtner
- 1956 : Die Rosel vom Schwarzwald (de) : Herr Quast
- 1957 : Ainsi sont les hommes (Wenn Frauen schwindeln) : Kriminalkommissar
- 1957 : Die grosse Chance (en) : Conferencier
- 1957 : Kindermädchen für Papa gesucht (en) : Ansager
- 1957 : Viktor und Viktoria : Wurstmaxe
- 1958 : La Main dans le sac (Polikuschka) : Wirt
- 1959 : Alle Tage ist kein Sonntag : Mann mit Waldhorn
- 1959 : Das blaue Meer und Du (en)
- 1959 : Les Mutins du Yorik
- 1959 : Mélodie et rythme (Melodie und Rhythmus) : Filippo
- 1959 : Ce dont une femme rêve au printemps (Was eine Frau im Frühling träumt) : Fahrer Otto
- 1960 : La grande vie : Le facteur
- 1960 : Marina : 2. Inspektor
- 1960 : Opération coffre-fort
- 1960 : Der letzte Fußgänger (de) : Jean-Jacques Martell, Reiseleiter (non crédité)
- 1960 : Une nuit à Monte-Carlo (Bomben auf Monte Carlo)
- 1961 : Adieu, Lebewohl, Goodbye
- 1961 : Auf Wiedersehen : Mario Malfi (non crédité)
- 1961 : Car la femme est faible (Denn das Weib ist schwach) : Betrunkener
- 1961 : Le Dernier Convoi (Der Transport) : Wirbel
- 1961 : Flimmerparade
- 1961 : Immer Ärger mit dem Bett (de) : Fleck
- 1961 : Robert und Bertram (en) : Polizist
- 1961 : Top secret - C'est pas toujours du caviar (Diesmal muß es Kaviar sein)
- 1962 : Café Oriental (en) : Gerichtsvollzieher
- 1962 : So toll wie anno dazumal (de) : Mandlers Komplize
- 1963 : L'Irrésistible Célibataire (Bekenntnisse eines möblierten Herrn) : Vater Zierholt
- 1968 : Erotik auf der Schulbank (de)
- 1971 : St. Pauli Nachrichten: Thema Nr. 1 : Richter
- 1971 : Unser Willi ist der Beste (de) : Portier beim Fernsehen (en tant que Kurt Pratsch Kaufmann)
- 1976 : Krawatten für Olympia

#### Télévision
Séries télévisées
- 1959 : Sind Sie frei, Fräulein?
- 1966 : Der Forellenhof (de) : Herr Reinhardt
- 1966 : Gewagtes Spiel (de) : Emil Krause
- 1966 : Unser Pauker (de) : Ex-Schulfreund Kurt
- 1967 : Guten Abend...
- 1967 : Till, der Junge von nebenan (it) : Harry Berger's Boxtrainer
- 1967-1968 : Großer Mann was nun? (de) : Vorstandsmitglied
- 1969 : Alle Hunde lieben Theobald (de) : Tankstellenbesitzer
- 1969 : Les Cavaliers de la route : Charlie Hellmann
- 1969-1970 : Tausendundeine Nacht : Wesir
- 1970 : Meine Schwiegersöhne und ich (de) : Strassenfeger
- 1971 : Das Kreuzworträtselspiel : 1. Detektiv
- 1971 : Der Vereinsmeier : Bürgermeister Hax
- 1971 : Doppelgänger (en) : Möbelhausbesitzer Herr Manner
- 1971 : Drüben bei Lehmanns (de) : Sepp Löwinger
- 1971 : Duell zu dritt : Kommissar Andrea
- 1971 : Tanz-Café : Café Gast
- 1972 : Quartett der Komiker
- 1974 : Im Auftrag von Madame (de) : Regisseur Punto
- 1975 : Beschlossen und verkündet (en) : Scholz / Kommissar Krake
- 1976 : Express : Braut
- 1978 : Ein Mann will nach oben : Dienstmann Werner Beese
- 1978 : Karschunke & Sohn : Wirt
- 1978-1979 : Ein verrücktes Paar
- 1979 : Die Koblanks : Schmidt
- 1979 : Nonstop Nonsens : Wendolin Meisenkaiser
- 1979 : Parole Chicago : Otto Matzke
- 1981 : Café Wernicke : Schwengler
- 1981 : Kintopp Kintopp : Hausmeister Kowalski
- 1982 : Das kann ja heiter werden : Manager

Téléfilms
- 1958 : Ein Sommernachtstraum : Squenz
- 1959 : Drei Orangen : Privatdetektiv Kater
- 1961 : Das Paradies von Pont L'Eveque : Jacques
- 1962 : Unsere Jenny : Walter Mason
- 1964 : Das Fräulein an der Kasse : Herr Anger
- 1964 : Der Fall Pinneberg : Herr aus der Milchbar
- 1964 : Karl Sand : Zweiter Kaufmann
- 1964 : Schwarzer Peter
- 1965 : Ticks für sechs
- 1966 : Bei Pfeiffers ist Ball : Wilhelm Krause
- 1966 : Großer Ring mit Außenschleife : Paul Schulz
- 1966 : Saison in Salzburg : Friedrich W. Knopp
- 1966 : Schwarzer Peter - Märchenoper für kleine und große Leute : Der Hauptmann
- 1966 : Spätsommer : Gastwirt Voigt
- 1966 : Thérèse Raquin : Laurent Grivet
- 1966 : Wie man's nimmt
- 1967 : Auf Sieg? Auf Platz? - Auf Liebe! : Polizeichef
- 1967 : Im Ballhaus ist Musike - Ein Altberliner Tanzvergnügen : Wilhelm Krause
- 1967 : Lobby Doll und die Sitzstangenaffäre - Eine erdachte Rekonstruktion
- 1968 : Berliner Blockade : Max Pöhlke
- 1968 : Familie Musici
- 1968 : Im Ballhaus wird geschwoft : Wilhelm Krause
- 1970 : Faust auf eigene Faust : Faust
- 1970 : Giuditta (Freunde das Leben ist lebenswert) : Manuele
- 1970 : Mit Vollgas ins Glück - gehupt wie gesungen
- 1970 : Zweehundert Jahre nischt wie Ärjer
- 1975 : Glückliche Reise : Tommy
- 1982 : Die Gartenlaube : Heinrich

### Parolier

#### Cinéma
- 1954 : Die große Starparade

#### Télévision
Téléfilms
- 1966 : Bei Pfeiffers ist Ball